# Kafu Nagai
Kafū Nagai (Japans: 永井 荷風, Nagai Kafū) (Bunkyō (Tokio), 4 december 1879 - Ichikawa (Chiba), 30 april 1959) is het pseudoniem van de Japanse romanschrijver Nagai Sōkichi (Japans: 永井 壮吉). Zijn werk is bekend voor de beschrijving van de stad Tokio in het begin van de 20e eeuw, met bijzondere aandacht voor de wereld van de prostitutie en de geisha's.
Kafū Nagai begon zijn carrière aan de universiteit voor buitenlandse talen in Kanda (神田) in Chiyoda, waar hij Chinese literatuur studeerde. In het begin van zijn carrière had hij een naturalistische stijl. Hij was een bewonderaar van Émile Zola. Zijn eerste twee romans, 'Yashin' en 'Jigoku no hana', beide gepubliceerd in 1902, vertoonden een duidelijke invloed van Zola.
Hierna kreeg Nagai een afkeer van het naturalisme en werd een van de leiders in de beweging hiertegen. Hij kreeg een interesse in de toen stervende Edocultuur. Hij bestudeerde de kunsten die tijdens de Edoperiode ontstaan waren: Kiyomoto-muziek; Japanse klassieke dans; Shakuhachi-fluit. Hij werd een leerling van een van Tokio's professionele vertellers, om humoristische vertelwijzes te bestuderen.

## Biografie
Nagai (永井) leefde van 1879 tot 1959 en staat bekend om zijn duidelijke ideeën over de natuur van literatuur. Hij schreef romans, essays, gedichten en ook enkele van zijn dagboeken zijn later gepubliceerd.
Hij werd geboren op 3 december in 1879 in de hedendaagse Bunkyō ward (文京区) in Tōkyō (東京). In zijn jonge jaren leefde hij comfortabel, met dank aan zijn ouders die van hogere afkomst waren. Hij werd toen vooral beïnvloed en gesteund door zijn moeder.
Hij was geen vlijtige student en spijbelde vaak. Bijgevolg studeerde hij af, maar slaagde hij niet voor het ingangsexamen aan de universiteit, en besloot hij om Chinees te studeren. Zijn vader, ontevreden over zijn falen, stuurde hem als jonge twintiger naar Amerika. Voordat hij vertrok had hij al drie romans op zijn naam staan. Hij bracht meer dan vier jaar door in Amerika en studeerde er aan het Kalamazoo College in Michigan. Hij vond werk in een bank in New York en kreeg de kans om naar Frankrijk te verhuizen toen de bank een overzeese branche begon. Vanuit Lyon reisde hij naar zijn droomstad, Parijs, maar moest echter na twee maanden noodgedwongen naar Japan terugkeren nadat hij al zijn geld had kwijtgespeeld.
Na zijn terugkeer werd het duidelijk waar zijn interesses echt lagen: hij ging terug studeren en begon met het vertalen van Franse literatuur.
Hij was al professor in de Franse literatuur toen hij dertig werd, maar hij nam zijn ontslag in 1916. Hij was zes jaar lang de redacteur van een belangrijk literair magazine. In dit magazine werden talentvolle auteurs zoals onder andere Tanizaki Junichirō (谷崎・潤一郎) geïntroduceerd. Nagai (永井) was ook theater criticus met interesse in de Kabuki (歌舞伎) en enkele van zijn werken verwerken zijn eigen visie op de kunst.

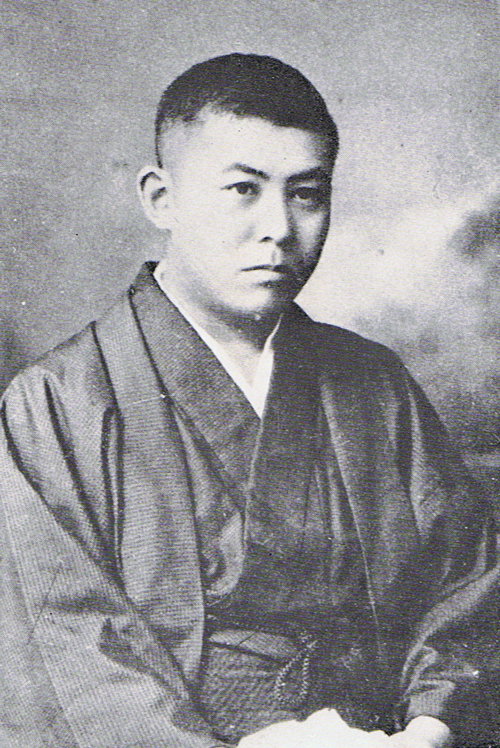
Junichiro Tanizaki 1913

Na de publicatie van "Geisha in Rivalry" kwam een periode van stilte. Hij stond bekend als een eenling, en voor zijn werk had hij veel tijd doorgebracht in de samenleving van de geisha’s. Het was de enige maatschappij die hij ooit gekend heeft. Hij had een antisociaal karakter en leefde in afzondering. Vaak werd hij beschreven als excentrisch en werd hem verweten niet te weten hoe lief te hebben.
Toch worden zijn werken nu nog als warm en elegant omschreven – verwijzend naar de bespreking die bij zijn winst van de Imperial Cultural Decoration in 1952 gegeven werd – wat een van de vele tegenstrijdigheden in zijn leven is. Hij uitte vaak zijn ongenoegen tegenover het verwesteren van Japan, maar zelf zou hij later gaan leven in een geheel westers huis. Ook zijn meerdere van zijn werken gebaseerd op zijn ervaring in Amerika en het westen in het algemeen.
Pas in 1920 kwam hij terug met het werk "Dwarf Bamboo" (Okamezasa (おかめ座さ)). Hierna schreef hij nog enkele werken en dagboeken die later uitgegeven werden.
Nagai (永井) reisde graag, maar zijn grootste reis is die naar Amerika die hij in zijn jongere jaren maakte. Verder genoot hij vooral van het rondtoeren in Tōkyō (東京) zelf.
Hij stierf op 30 april 1959, enkele maanden na zijn 79ste verjaardag.
Vandaag de dag is Nagai (永井) wat in vergetelheid geraakt, en er is dan ook niet veel informatie meer over de man te vinden. Vaak wordt hij vermeld in boeken, maar eerder als bijzaak dan als hoofdartikel.

### Opsomming
1. 1908:
  1. Saiyū nisshi shō (西遊日誌章)
    1. Bekend onder de Engelse titel "Excerpts from the Journal of a Leisurely Trip to the West"

  2. Amerika monogatari (米国物語)
    1. Bekend onder de Engelse titel "Tales of America"
2. 1909:
  1. Sumidagawa (隅田川)
    1. Bekend onder de Engelse titel "The River Sumida"

  2. Reishō (冷笑)
    1. Bekend onder de Engelse titel "Sneers"

  3. Shinkichōsha nikki (新規ちょうしゃ日記)
    1. Bekend onder de Engelse titel "Diary of a Recent Returnee"

  4. Furansu monogatari (フランス物語)
    1. Bekend onder de Engelse titel "Tales of France"
3. 1913:
  1. Sangoshū (珊瑚しゅう)
    1. Bekend onder de Engelse titel "Coral Anthology"
4. 1917:
  1. Udekurabe (腕比べ)
    1. Bekend onder de Engelse titel "Geisha in Rivalry" of "Rivalry"
5. 1917 – 1959:
  1. Danchōtei Nichijō (断腸帝日よう)
    1. Bekend onder de Engelse titel "Dyspepsia House Days"
6. 1920:
  1. Okamezasa (おかめ座さ)
    1. Bekend onder de Engelse titel "Dwarf Bamboo"
7. 1921:
  1. Ameshōshō (雨しょうしょう)
    1. Bekend onder de Engelse titel "Quiet Rain"
8. 1931:
  1. Tsuyu no atosaki (露の後先)
    1. Bekend onder de Engelse titel "During the Rains"
9. 1934:
  1. Hikage no hana (日陰の花)
    1. Bekend onder de Engelse titel "Flowers in the Shade"
10. 1937:
  1. Bokutō kidan (墨とうきだん)

Bekend onder de Engelse titel "A Strange Tale in the East of the River"

### Belangrijkste werken

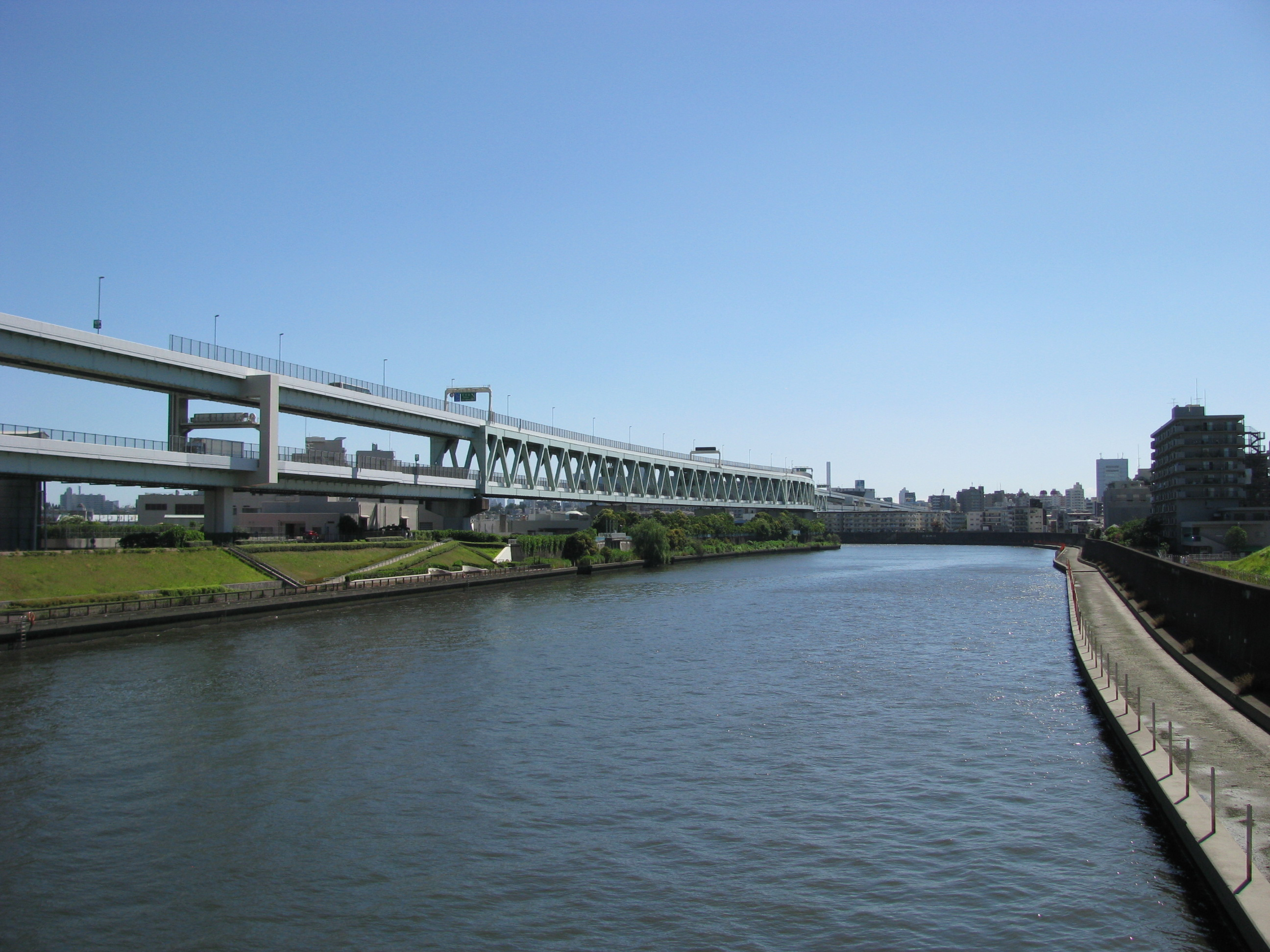
Sumidagawa, 2011

#### The river Sumida (Sumidagawa/隅田川)[6]
Het verhaal bestrijkt het tijdsbestek van één jaar. De vier fushime staan centraal en parallel met de verschillende overgangen die mensen in hun leven doormaken, van kind naar puber naar volwassene.
Het werk doet sterk denken aan een liefdesverhaal die in Kabuki (歌舞伎) gespeeld zou kunnen worden. Alhoewel het op dat vlak dus niet als "origineel" omschreven kan worden, maakt Nagai (永井) een degelijke schets van de oude Edo ( 江戸) cultuur die aan het verdwijnen was.

#### Geisha in Rivalry/Rivalry (Udekurabe/腕比べ)[8]
De roman speelt zich af in de jaren 1900, in de Shinbashi (新橋: een district in Tōkyō (東京)) geisha buurt. In die tijd was het fenomeen van de geisha erg populair in Japan, en in het boek probeert hij het leven zo accuraat mogelijk weer te geven.
Nagai (永井) stond bekend om zijn interesse in de geisha wereld, en met dit verhaal probeert hij de levens van de vrouwen beter te doorgronden. Zelf zegt hij dat de maatschappij van de geisha, de enige maatschappij is die hij zelf ooit gekend heeft. Door zijn inzicht in hun situatie staat het boek bekend als een van de meest sensuele en accurate beschrijvingen van het besproken onderwerp.

## Schrijfstijl
Vooral nu wordt hij omschreven als literary contrarian, wat bevestigd kan worden met zijn eigen mening over het schrijven: "a writer must select what he is going to describe". Hij vond dat een schrijver trouw aan de waarheid moest blijven, maar erkent het feit dat dit haast onmogelijk is. Het is tevens onmogelijk om over alles te schrijven, zegt hij zelf, omdat er simpelweg te veel elementen in het leven aanwezig zijn. Zo kan een schrijver nooit over alles even waarheidsgetrouw schrijven.
Hij redeneert ook dat er in het echte leven geen protagonisten of antagonisten zijn: iedereen speelt in zijn eigen leven de hoofdrol. Echter wanneer men een boek schrijft, worden mensen voorgesteld als figuren met elk hun eigen rol. Alhoewel hij weet dat het niet mogelijk is om altijd even "true to the facts" te blijven, gelooft hij dat het de taak van de schrijver is om lezers te dwingen de waarheid onder ogen te zien.
Met het oog op het Franse Naturalisme (literatuur) stimuleerde Nagai (永井) andere schrijvers om alles nauwlettend te observeren voordat ze begonnen met schrijven. Hij stond erop dat ze de plaatsen die ze wilden beschrijven eerst zelf bezochten en volgde zijn eigen advies altijd op. Zo bezoekt de held in "A strange Tale from East of the River" een red-light district in Japan genaamd Tamanoi　(玉ノ井), die Nagai (永井) eerst zelf grondig bestudeerde.
De reden waarom hij dit principe hanteerde, was omdat hij zelf geloofde dat, mocht een schrijver zijn personages en gebeurtenissen niet voldoende uitdiepen, zijn roman betekenisloos zou overkomen.
Als een schrijver zelf zijn eigen keuze kan maken van wat hij al dan niet wil selecteren uit het leven en de natuur, dan is de vraag hoe Nagai (永井) hierin handelde. Hij had duidelijk sterke voorkeuren en om te ontdekken welke elementen uit de natuur hij specifiek verkoos boven de anderen is het belangrijk om naar zijn werken te kijken. "Hiyori Geta" (日和下駄) is een verzameling van essays over Nagai's (永井)wandelingen doorheen Tokio(Tōkyō - 東京).
De plaatsen die hij beschrijft komen dan misschien ook wel voor in bekende gidsen over Tokio (Tōkyō - 東京), ze zijn voorgesteld op een zeer verschillende manier. Eén heel hoofdstuk is gewijd aan bomen, een ander aan oude tempels. Het laatste hoofdstuk gaat over zonsopgangen. Het zijn behoorlijk vreemde onderwerpen voor een boek, maar elk beeld dat hij schetst is van een vergeten plaats in de stad, en worden vaak gebruikt in zijn romans.
Zijn stijl is niet definieerbaar onder één enkele noemer, en was voortdurend in verandering.
Voor zijn reis naar Amerika putte hij vooral inspiratie uit het Franse naturalisme, met onder andere Guy de Maupassant en Émile Zola als voorbeelden. Later neigt hij uiteindelijk meer naar Maupassant.
Na zijn terugkeer schreef Nagai (永井) meer in een typerende 19de-eeuwse Japanse stijl dan in de Franse stijl. Vooral in "The River Sumida" (Sumidagawa/隅田川) is dit zeer goed zichtbaar.
Ook na zijn ontslag als professor veranderde zijn stijl, en hij begon meer en meer zijn rancune tegen het verwesteren van Tokio (Tōkyō - 東京) en het moderniseren van zijn thuisstad te uitten. Hij kon zijn ongenoegen over de verdwijning van de oude stad niet verbergen.
Pas in "A Strange Tale in the East of the River" (Bokutō kidan/墨とうきだん), zijn laatste roman keert hij de Japanse culturele stijl de rug toe en gaat hij terug naar zijn eerste liefde, het Franse naturalisme.

## Minato Ward (港区)

### Inleiding

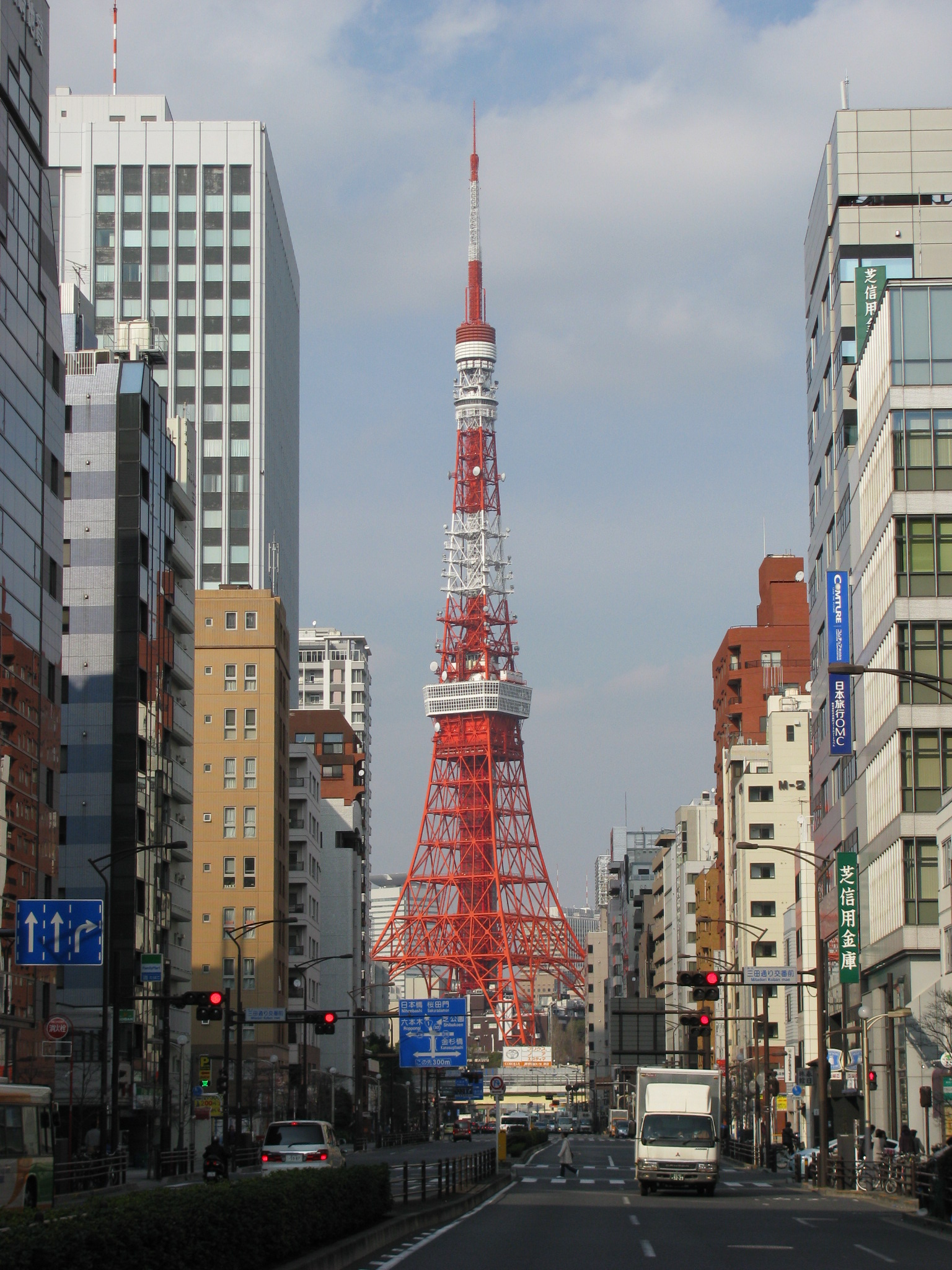
Tokiotoren

Minato Ward (港区) is een van de 23 speciale wijken of wards (区) van de prefectuur Tokio (Tōkyō - 東京). In het Japans betekent het woord "Minato" (港) haven, en de stad wordt zo genoemd als referentie naar zijn dichte ligging bij de zee en de baai van Tokio (Tōkyō - 東京). Doch door de vele veranderingen in het landschap zijn vele locaties in de stad nu verder gelegen van de zee.
In het Engels wordt vaak naar Minato verwezen als "Minato City". Minato City is ook de thuis van de alom bekende Tōkyō Tower (東京タワー).

### Verband met Minato City
In 1920 woonde Nagai (永井) in een houten huis met twee verdiepingen in de Minato Ward (港区) in Tōkyō (東京). Hij noemde het huis "Henki-kan", omdat het volledig geschilderd was - wat voor die tijd erg opvallend was - en leefde er in afzondering.
Het huis was volledig in westerse stijl, en gebruikte geen shōji (障子), tatami (畳), of schuifdeuren.
Tijdens de Kantō Daishinsai (関東大震災: het fenomeen van de grote Kantō (関東) aardbeving)) van 1923 ondervond het huis geen noemenswaardige schade. In die tijd ondervond zijn enthousiasme een heropleving, en schreef hij vele van zijn grotere werken, waaronder "During the Rains"　(梅雨の後先: zowel voor als na het regenseizoen) en "A strange Tale of East of the River", gedeeltelijk geïnspireerd door de gebeurtenissen.
Later, tijdens de Daikūshyū (大空襲: het bombardement op Tōkyō (東京)) in 1945 werd het huis dan toch helemaal vernietigd. Zijn boeken gingen verloren in het puin en de wanorde waartoe een groot deel van de stad gereduceerd werd. Nagai (永井) hield enkel zijn dagboek en aktetasje over, waarin hij enkele ruwe schetsen van zijn roman bewaarde.
Hij verliet de Minato Ward (港区) en zou er nooit in zijn leven nog wederkeren.
- Bibsys: 90763806
- Biblioteca Nacional de España: XX1451360
- Bibliothèque nationale de France: cb119173504 (data)
- Catàleg d'autoritats de noms i títols de Catalunya: 981058512422706706
- CiNii: DA01030470
- Digitale Bibliotheek voor de Nederlandse Letteren: naga002
- Gemeinsame Normdatei: 118952978
- International Standard Name Identifier: 0000 0001 0911 8134
- Library of Congress Control Number: n81048220
- Nationale Bibliotheek van Letland: 000062105
- Bibliotheek van het Japanse parlement: 00049619
- Nationale Bibliotheek van Tsjechië: jn20000604134
- Nationale bibliotheek van Australië: 35371825
- Nationale Bibliotheek van Israël: 987007305694205171
- Nationale en Universitaire bibliotheek Zagreb: 000509461
- Nederlandse Thesaurus van Auteursnamen: 071123687
- Istituto Centrale per il Catalogo Unico: CFIV110750
- LIBRIS: 340402
- SNAC: w6m458j5
- Système universitaire de documentation: 027043975
- Trove: 929318
- Virtual International Authority File: 68933376
- WorldCat: E39PBJgXgc7qDKwrRwFGtBP4v3